# Marie Gordon
Marie Gordon, geb. Calafati (* 20. Juli 1811 in Schottenfeld; † 13. November 1863 in Triest) war eine österreichische Schriftstellerin.

## Leben

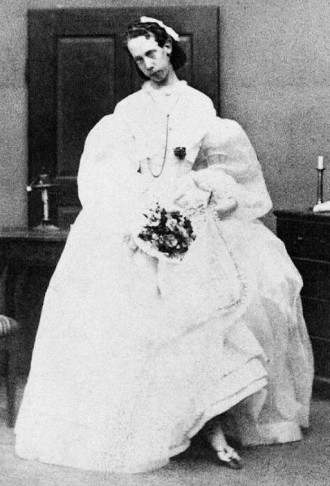
Ludwig Viktor von Österreich in der Posse Eine Vorlesung bei der Hausmeisterin (Foto nach 1861)

Die Tochter des Eustach(ius) Calafat(t)i, Agent für Österreichischer Lloyd in Korfu, wuchs in Wien und Triest auf. Am 25. Juli 1829 heiratete sie in Korfu den britischen Leutnant William Frederick Gordon (* 21. Januar 1800 in Chelsea), mit dem sie nach London ging. Genau eine Woche nachdem der Gatte am 9. August 1831 zum Captain befördert worden war, kam er bei der Fahrt mit einem Phaeton (Fuhrwerk) bei Waltham Abbey zu Tode, als sein Pferd vor einem Drehorgelmann scheute und er daraufhin aus dem Wagen sprang.
Marie erhielt eine Witwenpension von 50 Pfund Sterling und kehrte nach Wien zurück. Sie schrieb unter dem Pseudonym Alexander Bergen und arbeitete hauptsächlich für die Bühne. Sie bearbeitete zahlreiche Bühnenwerke aus dem Englischen und Französischen. Gordon war langjährig befreundet mit Moritz Gottlieb Saphir und hatte mit diesem eine gemeinsame Tochter, die Übersetzerin Maria Theresia Calafati (* 13. Jänner 1837 in Wien; † 5. Juni 1913 ebenda); sie verwendete für ihre Übersetzungen den Namen Marie Saphir.
Der mit Saphir verfeindete Johann Nestroy trat am Carltheater in drei Stücken von Gordon auf, so in ihrer Posse Eine Vorlesung bei der Hausmeisterin (1859), bei der stets alle Frauenrollen von Männern gespielt wurden (siehe: Crossdressing im Theater), in der Titelrolle der Hausmeisterin Maxl. Das Stück war eines der populärsten seiner Zeit. Harry Walden feierte mit ihm später Erfolge als „Fräulein Trude Horak“, Hans Moser 1920 im Rolandtheater als „Frau Czerditak“.

## Zitat
Hausmeisterin Maxl befragt Wohnungsbewerber: „Sind Sie ledig? … Haben’s Kinder? … Schlagen’s Klavier? … Haben’s an Hund oder an Kanari? … Hab’n Sie wen, der für Ihnen gut steht weg’n den Zins? … Was haben’s denn für einen Stand?“ (zitiert nach Wiener Geschichtsblätter, Beiheft 4/1996)